# Archimede Nardi
Archimede Nardi (Roma, 19 aprile 1916 – Roma, 2 febbraio 1989) è stato un calciatore italiano, di ruolo portiere.

## Carriera
Disputa 3 gare in Serie A nella stagione 1936-1937 con la maglia della Roma, sostituendo il portiere titolare Guido Masetti. Nel 1937-1938 è portiere della squadra riserve della Lazio.
In seguito gioca in Serie C con Salernitana, Stabia e diverse squadre romane minori.